# دنسو أوليس
دنسو أوليس (بالفرنسية: Denso Ulysse)‏ هو لاعب كرة قدم هايتي في مركز الدفاع، ولد في 20 نوفمبر 1998 في غوناييف في هايتي. لعب مع تاكوما ديفنس وسياتل ساوندرز.

## وصلات خارجية
- دنسو أوليس على موقع قاعدة بيانات كرة القدم.إي يو (الإنجليزية)
- دنسو أوليس على موقع Soccerway.com (الإنجليزية)